# Annamalai Ramanathan
Annamalai Ramanathan (* 29. August 1946 in Madras; † 12. März 1993 in Chicago) war ein indischer Mathematiker, der sich mit Algebraischer Geometrie und Darstellungstheorie befasste.
Ramanathan studierte am Ramakrishna Mission Vivekananda College in Chennai Mathematik mit dem Bachelor-Abschluss. Er wurde 1977 bei S. Ramanan am Tata Institute of Fundamental Research promoviert und war dort Professor. Außerdem war er Gastprofessor und Gastwissenschaftler in Bonn, an der University of Illinois at Urbana-Champaign, am Institute for Advanced Study (1978/79) und der Johns Hopkins University. Er starb an einem Herzanfall bei einem Besuch in Chicago.
Mit S. Ramanan befasste er sich mit Schubert-Varietäten und Flaggen-Varietäten. Mit Vikram Bhagvandas Mehta (* 1946) führte er den Begriff der Frobenius-Zerlegung (Frobenius Splitting) algebraischer Varietäten ein, der zur Lösung mehrerer Probleme aus der Geometrie der Schubert-Varietäten führte, unter anderem dem Beweis der Demazure Charakterformel in der Darstellungstheorie von Liealgebren (aufgestellt von Michel Demazure 1974, sein Beweis stellte sich aber als lückenhaft heraus) durch H. H. Anderson 1985.
Er erhielt 1991 mit Mehta den Shanti Swarup Bhatnagar Prize in Wissenschaft und Technologie.